# Omocestus simonyi
Omocestus simonyi är en insektsart som först beskrevs av Krauss 1892.  Omocestus simonyi ingår i släktet Omocestus och familjen gräshoppor. IUCN kategoriserar arten globalt som livskraftig. Inga underarter finns listade i Catalogue of Life.